# Haptolina

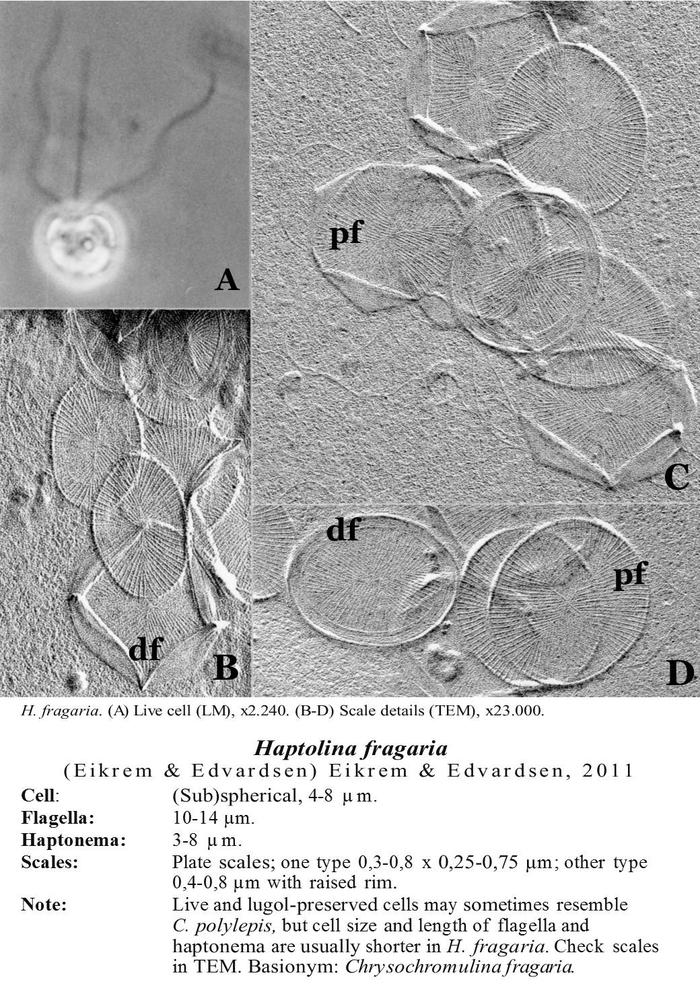
TEM-Aufnahme von H. fragaria vom Skagerrak-Kattegat (Norwegische Küste).
Wenche Eikrem, Jahn Throndsen

Haptolina ist eine Gattung von Haptophyten, die zur Familie der Prymnesiaceae gehört.
Die Gattung wurde von Chrysochromulina ausgegliedert.
Die Gattung hat eine kosmopolitische Verbreitung. Einige Arten können Algenblüten (mit-)verursachen.

## Arten
Die Systematik der Gattung Haptolina ist wie folgt:
Gattung Haptolina Edvardsen & Eikrem, 2011
- Haptolina brevifila (Parke & Manton) Edvardsen & Eikrem, 2011[7] – Typus; früher Chrysochromulina brevifilum
- Haptolina ericina (Parke & Manton) Edvardsen & Eikrem, 2011[8] – früher C. ericina
- Haptolina fragaria (Eikrem & Edvardsen) Eikrem & Edvardsen, 2011[9] – früher C. fragaria
- Haptolina herdlensis (B.Leadbeater) Edvardsen & Eikrem, 2011[10] – früher C. herdlensis
- Haptolina hirta (Manton) Edvardsen & Eikrem, 2011[11] – früher C. hirta
- „Haptolina sp. RCC2300“ – früher „Chrysochromulina sp. RCC2300“ (NCBI)[12]

## Algenblüten
Kattegat-Algenblüte 1992:
Von April bis Mai 1992 gab es im südlichen Kattegat eine große Blüte, die aus vielen Phytoplanktonarten bestand, wobei über 90 % der Biomasse Chrysochromulina-Arten waren (viele aber inzwischen der Gattung Haptolina zugeordnet).
Die am häufigsten vorkommenden Arten in der Blüte waren:
- Haptolina hirta (früher Chrysochromulina hirta),
- H. ericina (früher C. ericina),
- H. brevifila (früher C. brevifilum),
- Chrysochromulina spinifera, sowie
- eine unbeschriebene Art (Ø. Moestrup).

H. hirta, H. ericina und C. spinifera zeichnen sich durch relativ kleine Zellen mit langen Dornen aus, die den Gesamtorganismen einen Durchmesser von 25–76 μm verleihen, was für die vorhandenen Ciliaten (als potentielle Fressfeinde) zu groß ist, um sie zu verschlingen; wahrscheinlich ein Grund für den „Erfolg“ der Blüte war.
Es gab zwar keine Beweise, die diese Blüte oder die vorhandenen Arten direkt mit der Produktion von Toxinen (wie bei der C. polylepis-Blüte 1988) in Verbindung brachten. Es wurden jedoch etwa 50 Tonnen toter Regenbogenforellen (Oncorhynchus mykiss) in Verbindung mit der Blüte gebracht.

## Viren
Es wurde über mehrere Virenspezies-Kandidaten berichtet, insbesondere über:
- Chrysochromulina-ericina-Virus 01B (CeV-01B)[14] alias Haptolina-ericina-Virus 01B (HeV-01B), Spezies Tethysvirus raunefjordenense, Ordnung Imitervirales[15][16][14]
- „Haptolina ericina virus RF02“ (HeV-RF02) – mit Stand Ende April 2023 noch nicht vom International Committee on Taxonomy of Viruses (ICTV) offiziell bestätigtes Mitglied derselben Familie.

### CeV-01B/HeV-01B
CeV-01B (HeV-01B) wurde erstmals 1998 aus Küstengewässern Norwegens isoliert.
Es handelt sich um ein ikosaedrisches DNA-Doppelstrangvirus mit einer Genomgröße von 474 kbp (Kilobasenpaaren).

### HeV-RF02
HeV-RF02 wurde isoliert auf dem Stamm Haptolina ericina UIO028 aus dem Raunefjord (Provinz Vestland, Norwegen). Torill Vik Johannessen und Kollegen berichteten 2015 über die Entdeckung dreier neuer lytischer Doppelstrang-DNA-Viren aus dem Raunefjord, die der Familie Mimiviridae nahezustehen schienen oder zu ihr gehörten. Neben „Haptolina ericina virus RF02“ (HeV-RF02) waren die beiden anderen Kandidaten
Prymnesium kappa virus RF01 (PkV-RF01, ICTV-bestätigt in der Spezies Biavirus raunefjordenense) und „Prymnesium kappa virus RF02“ (PkV-RF02).
Jedes dieser neuen Haptophytenviren stellte zum Zeitpunkt der Entdeckung die gängigen Vorstellungen von Algenviren in Bezug auf Wirtsspektrum, phylogenetische Zugehörigkeit und Größe in Frage.
HeV-RF02 war (mit einem Kapsiddurchmesser von ca. 310 nm) das bis dato größte bekannte Algenvirus.
Die Ergebnisse zeigten eine große Variation unter Viren, die eng verwandte Mikroalgen infizieren, und stellen damit die gängige Vorstellung in Frage, dass Algenviren einen engen Wirtsbereich haben der die Phylogenie ihre Wirtszugehörigkeit widerspiegelt.
HeV-RF02 und PkV-RF02 stehen CeV-01B/HeV-01B, Phaeocystis globosa virus 12 (PgV-12T, Spezies Tethysvirus hollandense) und „Phaeocystis pouchetii virus 01“ (PpV-01) nahe, alle in der Familie Mesomimiviridae (alias OLPG) der Ordnung Imitervirales.